# Serkan Göksu
Serkan Göksu (* 19. Mai 1993 in Istanbul) ist ein türkischer Fußballspieler.

## Karriere
Göksu kam im Istanbuler Stadtteil Bahçelievler auf die Welt und begann hier in der Nachwuchsabteilung von Galatasaray Istanbul mit dem Vereinsfußball. Nachdem er von 2007 bis 2009 für den Nachwuchs von "Batı Trakyatürklerispor" gespielt hatte, kehrte er wieder in den Nachwuchs von Galatasaray zurück. Hier wurde er im Frühjahr 2013 mit einem Profivertrag ausgestattet und anschließend an den Istanbuler Drittligisten Bayrampaşaspor ausgeliehen. Die Saison 2013/14 verbrachte Göksü dann als Leihspieler beim Drittligisten Yeni Malatyaspor.
Zur Saison 2014/15 verließ Göksü Galatasaray endgültig und wechselte in die TFF 1. Lig zum Aufsteiger Altınordu Izmir.